# Коган Юхим Юхимович
Юхим Юхимович Коган (20 березня 1920, Одеса — 18 березня 1973, Одеса) — український, радянський шахіст та тренер, майстер спорту СРСР (1963), заслужений тренер СРСР та УРСР (1969). Срібний призер чемпіонатів України 1951 та 1954 років.

## Біографія
Юхим Коган навчався на історичному факультеті Одеського університету. Вчитель історії. Був керівником Одеської шахової секції, інструктором із шахів в Одеському будинку офіцерів.
Учасник німецько-радянської війни. Випускник Краснодарського мінометного училища. Старший лейтенант.
Срібний призер чемпіонатів України 1951 та 1954 років (двічі розділив 2-4 місця).
У складі збірної Української РСР бронзовий призер командного чемпіонату СРСР 1951 року.
П'ятиразовий чемпіон Одеси, триразовий переможець чемпіонату Одеської області.
Тренер чемпіонки світу із шахів Єлизавети Бикової (1958). Також працював з Яківом Юхтманом, Михайлом Підгайцем, Володимиром Тукмаковим, Миколою Легким, Костянтином Лернером, Семеном Палатником, В'ячеславом Ейнгорном.

## Результати виступів у чемпіонатах України
Юхим Коган зіграв у 10-ти фінальних турнірах чемпіонатів України, набравши при цьому 85 очок зі 162 можливих (+50-42=70).
| Рік  | Місто | Турнір                 | + | − | =  | Результат | Місце   |
| ---- | ----- | ---------------------- | - | - | -- | --------- | ------- |
| 1938 | Київ  | 10-й чемпіонат України | 1 | 6 | 10 | 6 з 17    | 14 — 16 |
| 1944 | Київ  | 13-й чемпіонат України | 5 | 4 | 3  | 6½ з 12   | 7       |
| 1945 | Київ  | 14-й чемпіонат України | 4 | 4 | 6  | 7 з 14    | 9 — 10  |
| 1948 | Київ  | 17-й чемпіонат України | 9 | 5 | 4  | 11 з 18   | 5 — 8   |
| 1949 | Одеса | 18-й чемпіонат України | 8 | 4 | 7  | 11½ з 19  | 6 — 9   |
| 1950 | Київ  | 19-й чемпіонат України | 4 | 4 | 9  | 8½ з 17   | 9 — 11  |
| 1951 | Київ  | 20-й чемпіонат України | 7 | 1 | 9  | 11½ з 17  | — 4     |
| 1954 | Київ  | 23-й чемпіонат України | 8 | 2 | 8  | 12 з 18   | — 4     |
| 1957 | Київ  | 26-й чемпіонат України | 2 | 7 | 8  | 6 з 17    | 15 — 16 |
| 1967 | Київ  | 36-й чемпіонат України | 2 | 5 | 6  | 5 з 13    | 50 — 55 |